# Centro cultural de Belém
Il Centro Cultural de Belém (o CCB) è un edificio situato nella freguesia di Belém, a Lisbona. Il Centro venne costruito per essere la sede della presidenza portoghese della Comunità Economica Europea (ora Unione europea), finché nel 1993 venne utilizzato come centro culturale e di conferenze. La struttura è stata progettata dall'architetto italiano Vittorio Gregotti insieme all'architetto portoghese Manuel Salgado, tra il 1988 e il 1993.
Il Centro Cultural de Belém è dotato di un grande centro espositivo e di un museo del design che contiene pezzi fin dal 1937. Ha inoltre un caffè ed un ristorante che si affacciano sui giardini di ulivi che attenuano la rumorosità del traffico e da dove si vedono le banchine sul fiume.
Durante il fine settimana il centro si riempie di artisti di strada e pattinatori.